# Hrîhorovîci, Luțk
Hrîhorovîci (în ucraineană Григоровичі) este un sat în comuna Horodîșce din raionul Luțk, regiunea Volînia, Ucraina.

## Demografie
Componența lingvistică a localității Hrîhorovîci
     Ucraineană (98,67%)
     Rusă (1,33%)
Conform recensământului din 2001, majoritatea populației localității Hrîhorovîci era vorbitoare de ucraineană (98,67%), existând în minoritate și vorbitori de rusă (1,33%).